# Fujiwara no Sukehira
Fujiwara no Sukehira (藤原資平, [[[986]] – 1068] Erro: {{japonês}}: texto da transliteração contém caractere não latino (pos 18) (ajuda)) membro da Corte durante o Período Heian da História do Japão.

## Vida
Este membro do Ramo Ononomiya do Clã Fujiwara foi o segundo filho de Kanehira. Mas por causa da sucessão do Clã, já que Sanesuke na época não tinha filhos, Sukehira foi adotado por este .

## Carreira
Serviu os seguintes imperadores : Imperador Ichijo (998-1011); Imperador Sanjo (1011-1016); Imperador Go-Ichijo (1016-1036); Imperador Go-Suzaku (1036-1045); Imperador Go-Reizei (1045-1068).
Em 998 ingressou na corte no Kurōdodokoro (um órgão criado para cuidar dos arquivos do imperador e documentos imperiais bem como atender as várias necessidades pessoais do soberano) durante os reinados de Ichijo e Sanjo foi progredindo na carreira dentro do Kurōdodokoro e em 1015 só estava abaixo de Michinaga que era o Nairan , o secretário do Imperador . 
Em 1017 durante o governo de Go-Ichijo foi nomeado Sangi, durante este período serviu no Kōtaigōgū (órgão criado para cuidar dos assuntos da Imperatriz)  . Em 1029  ainda no governo de Go-Ichijo foi promovido a Chūnagon .
Em 1046 seu pai adotivo Sanesuke veio a falecer, passando então a ser o Líder do Ramo Ononomiya , pouco tempo depois sofreria outra perda seu filho mais velho Fujiwara no Sukefusa que se tornara Sangi em 1042 veio a falecer em 1057.
Em 1065 foi promovido a Dainagon no reinado de Go-Reizei .
Em 1068 Sukehira veio a falecer seu segundo filho Fujiwara no Sukenaka veio a substituí-lo na liderança do clã
| Precedido por Fujiwara no Sanesuke | -- 4º Líder dos Ononomiya Fujiwara 1046 - 1068 | Sucedido por Fujiwara no Sukenaka |